# Turandot (Busoni)

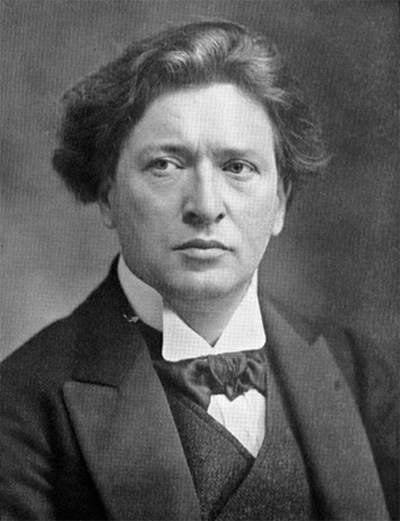
Ferruccio Busoni

Turandot är en opera (Chinesische Fabel) med talad dialog i två akter med musik av Ferruccio Busoni. Busoni skrev själv librettot (på tyska) efter Carlo Gozzis skådespel Turandot. Musiken byggde på teatermusik som Busoni hade komponerat 1905 för en uppsättning av Gozzis pjäs. Operan uruppfördes 11 maj 1917 på Stadttheater i Zürich tillsammans med Busonis Arlecchino.

## Historia
Busonis version har förutom ämnesvalet och den kinesiska lokalfärgen föga gemensamt med Puccinis senare, oändligt mycket mer populära och effektfulla Turandot.

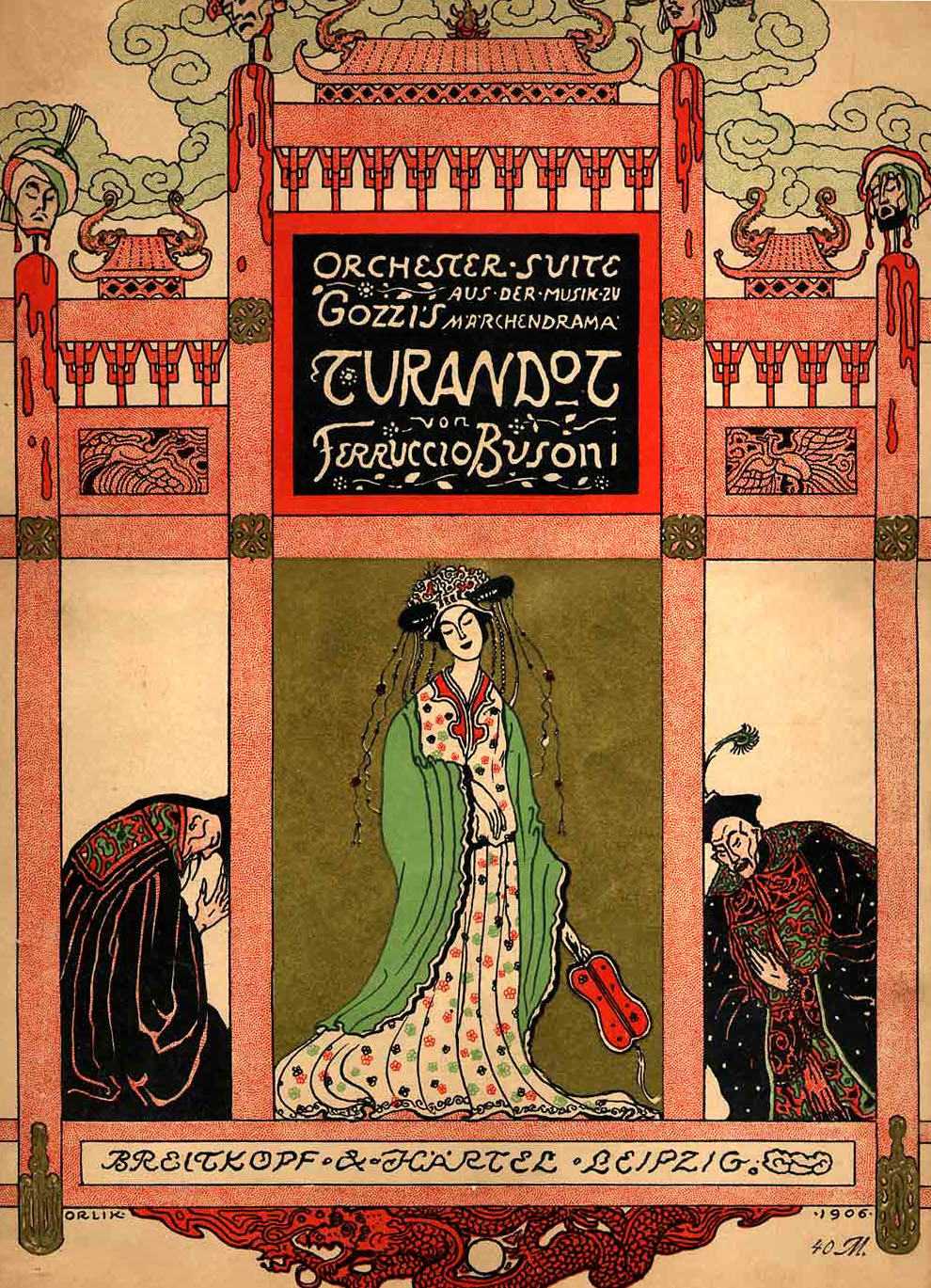
Orkestersvit till Turandot

## Roller

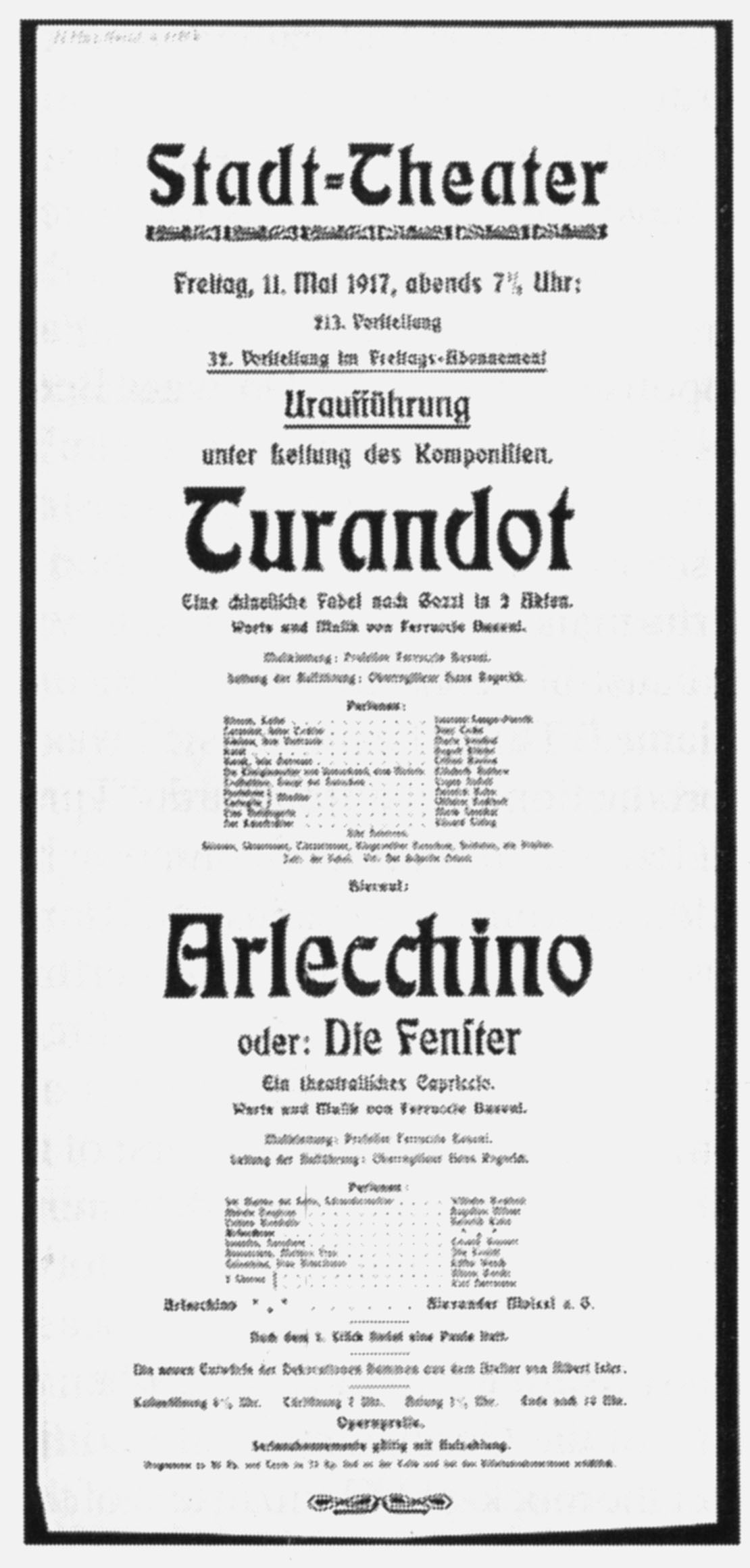
Affisch till premiären 1917